# Sabariz (Vila Verde)
Sabariz es una freguesia portuguesa del concelho de Vila Verde, con 1,58 km² de superficie y 353 habitantes (2001). Su densidad de población es de 223,4 hab/km².